# Върчак
Върчак (артистичният псевдоним на Раде Върчаковски, на македонска литературна норма: Раде Врчаковски; [ˈraːdɛ vrˈtʃakɔfski]) е популярен поп-рап и поп изпълнител, текстописец и композитор от Северна Македония.

## Биография
Роден е на 17 ноември 1980 г. в Скопие тогава част от Югославия. Израснал е в музикантско семейство и се занимава с музика от малък. Професионалните си изяви започва през 1999 г. след като се връща от четиригодишен престой в Америка. Същата тази 1999 г. излиза песента му, „И повторно сам“, която се харесва на публиката. Скоро след това излиза и първият му албум „Како да побегнам од се“. За кратко след това Върчак прекъсва с музиката, за да се посвети на следването си по медицина в Скопския университет. Избира музикалното поприще и тръгва по стъпките на баща си, също музикант.
През 2001 г., Върчак участва за пръв път на „Макфест“ в дует с Андрияна Яневска изпълнявайки песента „Ден по ден“, тя им донася второ място във феста. Музиката за песента е дело на изтъкнатия композитор Григор Копров, текстът на Върчак, а аранжиментът на Хари Котларовски. През 2004 г. повторно участва на „Макфест“ заедно с Роберт Билбилов. Двамата изпълняват песента „Тайните ангели“ по текст на Върчак и музика и аранжимент на Роберт Билбилов, тя им донася трето място. Следващата година тяхната песен е избрана за най-слушана между два фестивала. По-голяма популярност Върчак придобива с написването на тексата на песента „Нинанайна“ (музиката и аранжимента са на Дарко Димитров), с която Елена Ристеска представя Северна Македония на Евровизия 2006. През 2006 г. се Върчак се появява и в Черна гора на „Будва фест“, където в дует с Тамара Тодевска изпълняват песента „Лоша девойка“, дело на Върчак. Повторното появяване на двамата този път на „Макфест 2006“, с песента „Седмо небо“ (чиито автор отново е Върчак), е далеч по-успешно и те стават първи. Лятото на същата година Върчак издава четири години подготвяния си втори албум „Во твоето срце“, в който включва деветнадесет песни. Междувременно взима участия и като гост в албумите на редица певци от Северна Македония – Йован Йованов, Ламбе Алабакоски, Роберт Билбилов и други. На „Макфест 2007“ Върчак участва в дует с Адриан Гаджа и песента „Недопирлива“.
Най-значимата изява на Върчак е на „Евровизия 2008“, където заедно с Тамара Тодевска и Адриан Гаджа, представят Северна Македония с англоезичната версия на песента „Во име на любовта“.

## Дискография

### Албуми
- „Како да побегнам од се“ (1999)
- „Во твоето срце“ (2006)